# Ciudad Deportiva Millito Navarro
La Ciudad Deportiva Millito Navarro es un complejo de deportes múltiples actualmente bajo construcción en Ponce, Puerto Rico. El complejo consiste de un estadio de soccer, un campo de beisból, tres canchas de tenis, un área de pista y campo, una cancha de baloncesto bajo techo, y un gimnasio. También existen planes para una escuela de deportes, área de ejercicios físicos, y facilidades médicas dentro del lugar. Su costo se projecta en los 20 millones de dólares.
El complejo lleva el nombre del ponceño Millito Navarro, conocido como el primer puertorriqueño en haber jugado en las Ligas Negras estadounidenses, y quien, viviendo hasta los 105 años, fue también el jugador de béisbol profesional más antiguo en haber jugado en las Ligas Negras.

## Descripción y ubicación
Ciudad Deportiva se está construyendo en un área de más de 1 millón de pies cuadrados. Consiste de un estadio de soccer, un campo de beisból, tres canchas de tenis, un área para deportes de pista y campo, un gimnasio bajo techo, y una cancha de balonmano bajo techo. Además contará con una academia de deportes, "la primera de su tipo en Puerto Rico". Otras facilidades incluirán una plazoleta central, una clínica para medicina deportiva, y facilidades para deportes extremos y artes marciales. La Ciudad Deportiva estará ubicada en el Barrio Bucaná de Ponce, en la Urbanización Los Caobos.

## Historia
La idea de una Ciudad Deportiva fue una de las cinco ideas de la alcaldesa María Melendez Altieri para obras de estructuras permanentes en el municipio de Ponce durante su administración. La alcaldesa llamó a las cinco ideas proyectos "emblemáticos" de su administración y bautizó el plan completo como "Ponce Avanza". El plan original estimó el costo inicial del proyecto en 4.5 millones de dólares.  En el año 2010, el plan para una ciudad deportiva en Ponce fue presentado por la alcaldesa ante el Senado de Puerto Rico. Durante los primeros días del 2012 se efectuó el primer pago de $1,050,000 a CGC Builders a fin de comenzar la obra de construcción.

## Propósito
El propósito de la Ciudad es "proveer facilidades deportivas de calibre mundial en la ciudad de Ponce para la celebración de eventos deportivos con duración de más de un día".

## Presupuesto
El complejo deportivo tiene una proyección de costo total de $20 millones USD.  El municipio ha obtenido 6.3 millones de dólares para iniciar el proyecto. En enero de 2012, el municipio de Ponce le adjudicó $1.05 millones USD a GCG Builders para comenzar el trabajo de anivelamiento de los terrenos a fin de comenzar la primera fase de construcción.

## Etapas de construcción
La Ciudad Deportiva se desarrollará en etapas. La Primera Etapa incluye la construcción de tres canchas de tenis y un área para deportes extremos, incluyendo el skateboarding. La Segunda Etapa estará constituida por la construcción del campo de béisbol, el de pista y campo, el campo de soccer, y la plazuela central. Una futura fase incluirá el estadio de soccer.